# Robert Vandepitte
Robert Vandepitte (Zuienkerke, 14 maart 1893 - Kortrijk, België 5 januari 1970) was een Vlaams priester, uitgever en radiopresentator.  Hij was co-stichter van Radio Kortrijk, de voorloper van Radio 2 West-Vlaanderen.

## Biografie
Vandepitte vocht tijdens de Eerste Wereldoorlog mee aan het IJzerfront, waar hij actief was als brancardier en ook binnen de Frontbeweging. Hij was stichter van het frontblad "'t Lissewegenaarke" (1916-1918). Op 30 maart 1918 liet Robert zich tot karmeliet wijden onder de naam "Pater Leopold".
In 1923 stichtte Robert samen met zijn broer, Juliaan Vandepitte, het tijdschrift "Radio voor Vlaamse radioamateurs en luisterclubs". Hij schreef ook artikelen voor het blad. De broers experimenteerden al voor 1927 met reguliere radio-uitzendingen in Vichte, België. De zender heette eerst Radio Kortrijk. Uit dit privé-initiatief zou in 1934 de West-Vlaamse Radio Omroep groeien. Juliaan, overleden in 1928, zou dit niet meer meemaken.
De "West-Vlaamse Radio Omroep" was een zelfstandige onderneming op katholieke grondslag. Robert Vandepitte presenteerde er 25 jaar lang het religieuze radiopraatprogramma "Het Mariahalfuurke" (1937-1967). In 1934 groeide hieruit de West-Vlaamse Radio Omroep, een zelfstandige onderneming op katholieke grondslag. Tijdens de Tweede Wereldoorlog werden de uitzendingen gestaakt en na de bevrijding werd de zender overgenomen door het N.I.R. (voorloper van de VRT). Vandepitte mocht evenwel verder presenteren.